# Joël Abati
Joël Marc Abati (født 25. april 1970 på Martinique) er en fransk håndboldspiller, der til dagligt spiller for den franske ligaklub Montpellier HB. Han har tidligere spillet 10 sæsoner hos tyske SC Magdeburg, med hvem han vandt både Champions League og EHF Cuppen.

## Landshold
Abati var en del af det franske landshold, der blev verdensmestre i 2001 efter finalesejr over Sverige. Ved EM i 2006 vandt han ligeledes guld, denne gang efter at franskmændene besejrede Spanien i finalen. Det blev også til guld for Abati ved både OL i Beijing 2008 og VM i Kroatien 2009, ved sidstnævnte blev han dog først indkaldt som reserve før turneringens semifinaler.